# Романовский, Пётр Арсеньевич
Пётр Арсеньевич Романо́вский (17 (29) июля 1892, Тверской уезд, Тверская губерния, Российская империя — 1 марта 1964, Москва, РСФСР, СССР) — советский шахматист, международный мастер (1950). Двукратный чемпион СССР (1923 и 1927). Заслуженный мастер спорта СССР (1934). Заслуженный тренер СССР (1956). Отличник физической культуры (1950).

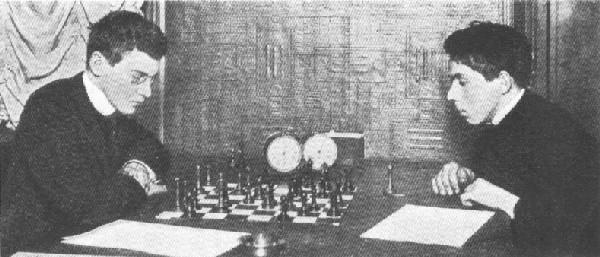
Партия Алехин — Романовский, Всероссийский турнир любителей памяти М. И. Чигорина, Петербург, 1909 г.

|   | a | b | c | d | e | f | g | h |   |
| - | --- | --- | --- | --- | --- | --- | --- | --- | - |
| 8 | g8 чёрная ладья · h8 чёрный король · d7 белый ферзь · a6 белая пешка · f6 чёрная пешка · h6 чёрная ладья · d5 чёрный слон · e5 чёрная пешка · c3 белая пешка · h3 белая ладья · c2 белая пешка · d2 чёрный ферзь · g2 белая пешка · h2 белая пешка · h1 белый король | g8 чёрная ладья · h8 чёрный король · d7 белый ферзь · a6 белая пешка · f6 чёрная пешка · h6 чёрная ладья · d5 чёрный слон · e5 чёрная пешка · c3 белая пешка · h3 белая ладья · c2 белая пешка · d2 чёрный ферзь · g2 белая пешка · h2 белая пешка · h1 белый король | g8 чёрная ладья · h8 чёрный король · d7 белый ферзь · a6 белая пешка · f6 чёрная пешка · h6 чёрная ладья · d5 чёрный слон · e5 чёрная пешка · c3 белая пешка · h3 белая ладья · c2 белая пешка · d2 чёрный ферзь · g2 белая пешка · h2 белая пешка · h1 белый король | g8 чёрная ладья · h8 чёрный король · d7 белый ферзь · a6 белая пешка · f6 чёрная пешка · h6 чёрная ладья · d5 чёрный слон · e5 чёрная пешка · c3 белая пешка · h3 белая ладья · c2 белая пешка · d2 чёрный ферзь · g2 белая пешка · h2 белая пешка · h1 белый король | g8 чёрная ладья · h8 чёрный король · d7 белый ферзь · a6 белая пешка · f6 чёрная пешка · h6 чёрная ладья · d5 чёрный слон · e5 чёрная пешка · c3 белая пешка · h3 белая ладья · c2 белая пешка · d2 чёрный ферзь · g2 белая пешка · h2 белая пешка · h1 белый король | g8 чёрная ладья · h8 чёрный король · d7 белый ферзь · a6 белая пешка · f6 чёрная пешка · h6 чёрная ладья · d5 чёрный слон · e5 чёрная пешка · c3 белая пешка · h3 белая ладья · c2 белая пешка · d2 чёрный ферзь · g2 белая пешка · h2 белая пешка · h1 белый король | g8 чёрная ладья · h8 чёрный король · d7 белый ферзь · a6 белая пешка · f6 чёрная пешка · h6 чёрная ладья · d5 чёрный слон · e5 чёрная пешка · c3 белая пешка · h3 белая ладья · c2 белая пешка · d2 чёрный ферзь · g2 белая пешка · h2 белая пешка · h1 белый король | g8 чёрная ладья · h8 чёрный король · d7 белый ферзь · a6 белая пешка · f6 чёрная пешка · h6 чёрная ладья · d5 чёрный слон · e5 чёрная пешка · c3 белая пешка · h3 белая ладья · c2 белая пешка · d2 чёрный ферзь · g2 белая пешка · h2 белая пешка · h1 белый король | 8 |
| 7 | g8 чёрная ладья · h8 чёрный король · d7 белый ферзь · a6 белая пешка · f6 чёрная пешка · h6 чёрная ладья · d5 чёрный слон · e5 чёрная пешка · c3 белая пешка · h3 белая ладья · c2 белая пешка · d2 чёрный ферзь · g2 белая пешка · h2 белая пешка · h1 белый король | g8 чёрная ладья · h8 чёрный король · d7 белый ферзь · a6 белая пешка · f6 чёрная пешка · h6 чёрная ладья · d5 чёрный слон · e5 чёрная пешка · c3 белая пешка · h3 белая ладья · c2 белая пешка · d2 чёрный ферзь · g2 белая пешка · h2 белая пешка · h1 белый король | g8 чёрная ладья · h8 чёрный король · d7 белый ферзь · a6 белая пешка · f6 чёрная пешка · h6 чёрная ладья · d5 чёрный слон · e5 чёрная пешка · c3 белая пешка · h3 белая ладья · c2 белая пешка · d2 чёрный ферзь · g2 белая пешка · h2 белая пешка · h1 белый король | g8 чёрная ладья · h8 чёрный король · d7 белый ферзь · a6 белая пешка · f6 чёрная пешка · h6 чёрная ладья · d5 чёрный слон · e5 чёрная пешка · c3 белая пешка · h3 белая ладья · c2 белая пешка · d2 чёрный ферзь · g2 белая пешка · h2 белая пешка · h1 белый король | g8 чёрная ладья · h8 чёрный король · d7 белый ферзь · a6 белая пешка · f6 чёрная пешка · h6 чёрная ладья · d5 чёрный слон · e5 чёрная пешка · c3 белая пешка · h3 белая ладья · c2 белая пешка · d2 чёрный ферзь · g2 белая пешка · h2 белая пешка · h1 белый король | g8 чёрная ладья · h8 чёрный король · d7 белый ферзь · a6 белая пешка · f6 чёрная пешка · h6 чёрная ладья · d5 чёрный слон · e5 чёрная пешка · c3 белая пешка · h3 белая ладья · c2 белая пешка · d2 чёрный ферзь · g2 белая пешка · h2 белая пешка · h1 белый король | g8 чёрная ладья · h8 чёрный король · d7 белый ферзь · a6 белая пешка · f6 чёрная пешка · h6 чёрная ладья · d5 чёрный слон · e5 чёрная пешка · c3 белая пешка · h3 белая ладья · c2 белая пешка · d2 чёрный ферзь · g2 белая пешка · h2 белая пешка · h1 белый король | g8 чёрная ладья · h8 чёрный король · d7 белый ферзь · a6 белая пешка · f6 чёрная пешка · h6 чёрная ладья · d5 чёрный слон · e5 чёрная пешка · c3 белая пешка · h3 белая ладья · c2 белая пешка · d2 чёрный ферзь · g2 белая пешка · h2 белая пешка · h1 белый король | 7 |
| 6 | g8 чёрная ладья · h8 чёрный король · d7 белый ферзь · a6 белая пешка · f6 чёрная пешка · h6 чёрная ладья · d5 чёрный слон · e5 чёрная пешка · c3 белая пешка · h3 белая ладья · c2 белая пешка · d2 чёрный ферзь · g2 белая пешка · h2 белая пешка · h1 белый король | g8 чёрная ладья · h8 чёрный король · d7 белый ферзь · a6 белая пешка · f6 чёрная пешка · h6 чёрная ладья · d5 чёрный слон · e5 чёрная пешка · c3 белая пешка · h3 белая ладья · c2 белая пешка · d2 чёрный ферзь · g2 белая пешка · h2 белая пешка · h1 белый король | g8 чёрная ладья · h8 чёрный король · d7 белый ферзь · a6 белая пешка · f6 чёрная пешка · h6 чёрная ладья · d5 чёрный слон · e5 чёрная пешка · c3 белая пешка · h3 белая ладья · c2 белая пешка · d2 чёрный ферзь · g2 белая пешка · h2 белая пешка · h1 белый король | g8 чёрная ладья · h8 чёрный король · d7 белый ферзь · a6 белая пешка · f6 чёрная пешка · h6 чёрная ладья · d5 чёрный слон · e5 чёрная пешка · c3 белая пешка · h3 белая ладья · c2 белая пешка · d2 чёрный ферзь · g2 белая пешка · h2 белая пешка · h1 белый король | g8 чёрная ладья · h8 чёрный король · d7 белый ферзь · a6 белая пешка · f6 чёрная пешка · h6 чёрная ладья · d5 чёрный слон · e5 чёрная пешка · c3 белая пешка · h3 белая ладья · c2 белая пешка · d2 чёрный ферзь · g2 белая пешка · h2 белая пешка · h1 белый король | g8 чёрная ладья · h8 чёрный король · d7 белый ферзь · a6 белая пешка · f6 чёрная пешка · h6 чёрная ладья · d5 чёрный слон · e5 чёрная пешка · c3 белая пешка · h3 белая ладья · c2 белая пешка · d2 чёрный ферзь · g2 белая пешка · h2 белая пешка · h1 белый король | g8 чёрная ладья · h8 чёрный король · d7 белый ферзь · a6 белая пешка · f6 чёрная пешка · h6 чёрная ладья · d5 чёрный слон · e5 чёрная пешка · c3 белая пешка · h3 белая ладья · c2 белая пешка · d2 чёрный ферзь · g2 белая пешка · h2 белая пешка · h1 белый король | g8 чёрная ладья · h8 чёрный король · d7 белый ферзь · a6 белая пешка · f6 чёрная пешка · h6 чёрная ладья · d5 чёрный слон · e5 чёрная пешка · c3 белая пешка · h3 белая ладья · c2 белая пешка · d2 чёрный ферзь · g2 белая пешка · h2 белая пешка · h1 белый король | 6 |
| 5 | g8 чёрная ладья · h8 чёрный король · d7 белый ферзь · a6 белая пешка · f6 чёрная пешка · h6 чёрная ладья · d5 чёрный слон · e5 чёрная пешка · c3 белая пешка · h3 белая ладья · c2 белая пешка · d2 чёрный ферзь · g2 белая пешка · h2 белая пешка · h1 белый король | g8 чёрная ладья · h8 чёрный король · d7 белый ферзь · a6 белая пешка · f6 чёрная пешка · h6 чёрная ладья · d5 чёрный слон · e5 чёрная пешка · c3 белая пешка · h3 белая ладья · c2 белая пешка · d2 чёрный ферзь · g2 белая пешка · h2 белая пешка · h1 белый король | g8 чёрная ладья · h8 чёрный король · d7 белый ферзь · a6 белая пешка · f6 чёрная пешка · h6 чёрная ладья · d5 чёрный слон · e5 чёрная пешка · c3 белая пешка · h3 белая ладья · c2 белая пешка · d2 чёрный ферзь · g2 белая пешка · h2 белая пешка · h1 белый король | g8 чёрная ладья · h8 чёрный король · d7 белый ферзь · a6 белая пешка · f6 чёрная пешка · h6 чёрная ладья · d5 чёрный слон · e5 чёрная пешка · c3 белая пешка · h3 белая ладья · c2 белая пешка · d2 чёрный ферзь · g2 белая пешка · h2 белая пешка · h1 белый король | g8 чёрная ладья · h8 чёрный король · d7 белый ферзь · a6 белая пешка · f6 чёрная пешка · h6 чёрная ладья · d5 чёрный слон · e5 чёрная пешка · c3 белая пешка · h3 белая ладья · c2 белая пешка · d2 чёрный ферзь · g2 белая пешка · h2 белая пешка · h1 белый король | g8 чёрная ладья · h8 чёрный король · d7 белый ферзь · a6 белая пешка · f6 чёрная пешка · h6 чёрная ладья · d5 чёрный слон · e5 чёрная пешка · c3 белая пешка · h3 белая ладья · c2 белая пешка · d2 чёрный ферзь · g2 белая пешка · h2 белая пешка · h1 белый король | g8 чёрная ладья · h8 чёрный король · d7 белый ферзь · a6 белая пешка · f6 чёрная пешка · h6 чёрная ладья · d5 чёрный слон · e5 чёрная пешка · c3 белая пешка · h3 белая ладья · c2 белая пешка · d2 чёрный ферзь · g2 белая пешка · h2 белая пешка · h1 белый король | g8 чёрная ладья · h8 чёрный король · d7 белый ферзь · a6 белая пешка · f6 чёрная пешка · h6 чёрная ладья · d5 чёрный слон · e5 чёрная пешка · c3 белая пешка · h3 белая ладья · c2 белая пешка · d2 чёрный ферзь · g2 белая пешка · h2 белая пешка · h1 белый король | 5 |
| 4 | g8 чёрная ладья · h8 чёрный король · d7 белый ферзь · a6 белая пешка · f6 чёрная пешка · h6 чёрная ладья · d5 чёрный слон · e5 чёрная пешка · c3 белая пешка · h3 белая ладья · c2 белая пешка · d2 чёрный ферзь · g2 белая пешка · h2 белая пешка · h1 белый король | g8 чёрная ладья · h8 чёрный король · d7 белый ферзь · a6 белая пешка · f6 чёрная пешка · h6 чёрная ладья · d5 чёрный слон · e5 чёрная пешка · c3 белая пешка · h3 белая ладья · c2 белая пешка · d2 чёрный ферзь · g2 белая пешка · h2 белая пешка · h1 белый король | g8 чёрная ладья · h8 чёрный король · d7 белый ферзь · a6 белая пешка · f6 чёрная пешка · h6 чёрная ладья · d5 чёрный слон · e5 чёрная пешка · c3 белая пешка · h3 белая ладья · c2 белая пешка · d2 чёрный ферзь · g2 белая пешка · h2 белая пешка · h1 белый король | g8 чёрная ладья · h8 чёрный король · d7 белый ферзь · a6 белая пешка · f6 чёрная пешка · h6 чёрная ладья · d5 чёрный слон · e5 чёрная пешка · c3 белая пешка · h3 белая ладья · c2 белая пешка · d2 чёрный ферзь · g2 белая пешка · h2 белая пешка · h1 белый король | g8 чёрная ладья · h8 чёрный король · d7 белый ферзь · a6 белая пешка · f6 чёрная пешка · h6 чёрная ладья · d5 чёрный слон · e5 чёрная пешка · c3 белая пешка · h3 белая ладья · c2 белая пешка · d2 чёрный ферзь · g2 белая пешка · h2 белая пешка · h1 белый король | g8 чёрная ладья · h8 чёрный король · d7 белый ферзь · a6 белая пешка · f6 чёрная пешка · h6 чёрная ладья · d5 чёрный слон · e5 чёрная пешка · c3 белая пешка · h3 белая ладья · c2 белая пешка · d2 чёрный ферзь · g2 белая пешка · h2 белая пешка · h1 белый король | g8 чёрная ладья · h8 чёрный король · d7 белый ферзь · a6 белая пешка · f6 чёрная пешка · h6 чёрная ладья · d5 чёрный слон · e5 чёрная пешка · c3 белая пешка · h3 белая ладья · c2 белая пешка · d2 чёрный ферзь · g2 белая пешка · h2 белая пешка · h1 белый король | g8 чёрная ладья · h8 чёрный король · d7 белый ферзь · a6 белая пешка · f6 чёрная пешка · h6 чёрная ладья · d5 чёрный слон · e5 чёрная пешка · c3 белая пешка · h3 белая ладья · c2 белая пешка · d2 чёрный ферзь · g2 белая пешка · h2 белая пешка · h1 белый король | 4 |
| 3 | g8 чёрная ладья · h8 чёрный король · d7 белый ферзь · a6 белая пешка · f6 чёрная пешка · h6 чёрная ладья · d5 чёрный слон · e5 чёрная пешка · c3 белая пешка · h3 белая ладья · c2 белая пешка · d2 чёрный ферзь · g2 белая пешка · h2 белая пешка · h1 белый король | g8 чёрная ладья · h8 чёрный король · d7 белый ферзь · a6 белая пешка · f6 чёрная пешка · h6 чёрная ладья · d5 чёрный слон · e5 чёрная пешка · c3 белая пешка · h3 белая ладья · c2 белая пешка · d2 чёрный ферзь · g2 белая пешка · h2 белая пешка · h1 белый король | g8 чёрная ладья · h8 чёрный король · d7 белый ферзь · a6 белая пешка · f6 чёрная пешка · h6 чёрная ладья · d5 чёрный слон · e5 чёрная пешка · c3 белая пешка · h3 белая ладья · c2 белая пешка · d2 чёрный ферзь · g2 белая пешка · h2 белая пешка · h1 белый король | g8 чёрная ладья · h8 чёрный король · d7 белый ферзь · a6 белая пешка · f6 чёрная пешка · h6 чёрная ладья · d5 чёрный слон · e5 чёрная пешка · c3 белая пешка · h3 белая ладья · c2 белая пешка · d2 чёрный ферзь · g2 белая пешка · h2 белая пешка · h1 белый король | g8 чёрная ладья · h8 чёрный король · d7 белый ферзь · a6 белая пешка · f6 чёрная пешка · h6 чёрная ладья · d5 чёрный слон · e5 чёрная пешка · c3 белая пешка · h3 белая ладья · c2 белая пешка · d2 чёрный ферзь · g2 белая пешка · h2 белая пешка · h1 белый король | g8 чёрная ладья · h8 чёрный король · d7 белый ферзь · a6 белая пешка · f6 чёрная пешка · h6 чёрная ладья · d5 чёрный слон · e5 чёрная пешка · c3 белая пешка · h3 белая ладья · c2 белая пешка · d2 чёрный ферзь · g2 белая пешка · h2 белая пешка · h1 белый король | g8 чёрная ладья · h8 чёрный король · d7 белый ферзь · a6 белая пешка · f6 чёрная пешка · h6 чёрная ладья · d5 чёрный слон · e5 чёрная пешка · c3 белая пешка · h3 белая ладья · c2 белая пешка · d2 чёрный ферзь · g2 белая пешка · h2 белая пешка · h1 белый король | g8 чёрная ладья · h8 чёрный король · d7 белый ферзь · a6 белая пешка · f6 чёрная пешка · h6 чёрная ладья · d5 чёрный слон · e5 чёрная пешка · c3 белая пешка · h3 белая ладья · c2 белая пешка · d2 чёрный ферзь · g2 белая пешка · h2 белая пешка · h1 белый король | 3 |
| 2 | g8 чёрная ладья · h8 чёрный король · d7 белый ферзь · a6 белая пешка · f6 чёрная пешка · h6 чёрная ладья · d5 чёрный слон · e5 чёрная пешка · c3 белая пешка · h3 белая ладья · c2 белая пешка · d2 чёрный ферзь · g2 белая пешка · h2 белая пешка · h1 белый король | g8 чёрная ладья · h8 чёрный король · d7 белый ферзь · a6 белая пешка · f6 чёрная пешка · h6 чёрная ладья · d5 чёрный слон · e5 чёрная пешка · c3 белая пешка · h3 белая ладья · c2 белая пешка · d2 чёрный ферзь · g2 белая пешка · h2 белая пешка · h1 белый король | g8 чёрная ладья · h8 чёрный король · d7 белый ферзь · a6 белая пешка · f6 чёрная пешка · h6 чёрная ладья · d5 чёрный слон · e5 чёрная пешка · c3 белая пешка · h3 белая ладья · c2 белая пешка · d2 чёрный ферзь · g2 белая пешка · h2 белая пешка · h1 белый король | g8 чёрная ладья · h8 чёрный король · d7 белый ферзь · a6 белая пешка · f6 чёрная пешка · h6 чёрная ладья · d5 чёрный слон · e5 чёрная пешка · c3 белая пешка · h3 белая ладья · c2 белая пешка · d2 чёрный ферзь · g2 белая пешка · h2 белая пешка · h1 белый король | g8 чёрная ладья · h8 чёрный король · d7 белый ферзь · a6 белая пешка · f6 чёрная пешка · h6 чёрная ладья · d5 чёрный слон · e5 чёрная пешка · c3 белая пешка · h3 белая ладья · c2 белая пешка · d2 чёрный ферзь · g2 белая пешка · h2 белая пешка · h1 белый король | g8 чёрная ладья · h8 чёрный король · d7 белый ферзь · a6 белая пешка · f6 чёрная пешка · h6 чёрная ладья · d5 чёрный слон · e5 чёрная пешка · c3 белая пешка · h3 белая ладья · c2 белая пешка · d2 чёрный ферзь · g2 белая пешка · h2 белая пешка · h1 белый король | g8 чёрная ладья · h8 чёрный король · d7 белый ферзь · a6 белая пешка · f6 чёрная пешка · h6 чёрная ладья · d5 чёрный слон · e5 чёрная пешка · c3 белая пешка · h3 белая ладья · c2 белая пешка · d2 чёрный ферзь · g2 белая пешка · h2 белая пешка · h1 белый король | g8 чёрная ладья · h8 чёрный король · d7 белый ферзь · a6 белая пешка · f6 чёрная пешка · h6 чёрная ладья · d5 чёрный слон · e5 чёрная пешка · c3 белая пешка · h3 белая ладья · c2 белая пешка · d2 чёрный ферзь · g2 белая пешка · h2 белая пешка · h1 белый король | 2 |
| 1 | g8 чёрная ладья · h8 чёрный король · d7 белый ферзь · a6 белая пешка · f6 чёрная пешка · h6 чёрная ладья · d5 чёрный слон · e5 чёрная пешка · c3 белая пешка · h3 белая ладья · c2 белая пешка · d2 чёрный ферзь · g2 белая пешка · h2 белая пешка · h1 белый король | g8 чёрная ладья · h8 чёрный король · d7 белый ферзь · a6 белая пешка · f6 чёрная пешка · h6 чёрная ладья · d5 чёрный слон · e5 чёрная пешка · c3 белая пешка · h3 белая ладья · c2 белая пешка · d2 чёрный ферзь · g2 белая пешка · h2 белая пешка · h1 белый король | g8 чёрная ладья · h8 чёрный король · d7 белый ферзь · a6 белая пешка · f6 чёрная пешка · h6 чёрная ладья · d5 чёрный слон · e5 чёрная пешка · c3 белая пешка · h3 белая ладья · c2 белая пешка · d2 чёрный ферзь · g2 белая пешка · h2 белая пешка · h1 белый король | g8 чёрная ладья · h8 чёрный король · d7 белый ферзь · a6 белая пешка · f6 чёрная пешка · h6 чёрная ладья · d5 чёрный слон · e5 чёрная пешка · c3 белая пешка · h3 белая ладья · c2 белая пешка · d2 чёрный ферзь · g2 белая пешка · h2 белая пешка · h1 белый король | g8 чёрная ладья · h8 чёрный король · d7 белый ферзь · a6 белая пешка · f6 чёрная пешка · h6 чёрная ладья · d5 чёрный слон · e5 чёрная пешка · c3 белая пешка · h3 белая ладья · c2 белая пешка · d2 чёрный ферзь · g2 белая пешка · h2 белая пешка · h1 белый король | g8 чёрная ладья · h8 чёрный король · d7 белый ферзь · a6 белая пешка · f6 чёрная пешка · h6 чёрная ладья · d5 чёрный слон · e5 чёрная пешка · c3 белая пешка · h3 белая ладья · c2 белая пешка · d2 чёрный ферзь · g2 белая пешка · h2 белая пешка · h1 белый король | g8 чёрная ладья · h8 чёрный король · d7 белый ферзь · a6 белая пешка · f6 чёрная пешка · h6 чёрная ладья · d5 чёрный слон · e5 чёрная пешка · c3 белая пешка · h3 белая ладья · c2 белая пешка · d2 чёрный ферзь · g2 белая пешка · h2 белая пешка · h1 белый король | g8 чёрная ладья · h8 чёрный король · d7 белый ферзь · a6 белая пешка · f6 чёрная пешка · h6 чёрная ладья · d5 чёрный слон · e5 чёрная пешка · c3 белая пешка · h3 белая ладья · c2 белая пешка · d2 чёрный ферзь · g2 белая пешка · h2 белая пешка · h1 белый король | 1 |
|   | a | b | c | d | e | f | g | h |   |

## Биография
Родился 29 июля 1892 года в Тверском уезде в семье служащего в собственной Его Императорского Величества Канцелярии по учреждениям Императрицы Марии младшего контролера Надворного Советника Арсения Яковлевича Романовского и Марии Александровны.
Кроме шахмат, с детства увлекался поэзией и игрой на музыкальных инструментах. В 1909 году, играя во Всероссийском турнире любителей, сумел взять верх над будущим чемпионом мира Александром Алехиным. В 1914 году в побочном турнире в Мангейме поделил второе место.
Окончил частное Реальное училище Копылова в Санкт-Петербурге. В 1911 году поступил в политехнический институт на кораблестроительное отделение, в июне 1913 года перевелся на электротехническое отделение. Осенью 1914 года был отчислен из вуза, но весной 1915 года был восстановлен в списке студентов. Тем не менее к 1917 году вуз окончить не успел.
8 декабря 1914 года в шахматном клубе Петроградского политехнического института Александр Алехин провел сеанс одновременной игры в пользу русских шахматистов, оказавшихся в немецком плену. Все деньги от сеанса были переданы студенту политехнического института Петру Романовскому, также находившемуся в плену.
В 1920 году на Всероссийской олимпиаде (первом чемпионате Советской России) занял второе место вслед за Алехиным. В 1921 году основал первое советское шахматное издание — «Листок шахматного кружка Петрогубкоммуны». В 1923 году стал чемпионом РСФСР, а в 1925 году — разделил 7—8 место на международном турнире в Москве. В 1927 году Романовский выиграл матч-турнир шести сильнейших шахматистов Ленинграда, сделав всего 2 ничьи в 10 партиях, опередив в том числе и Михаила Ботвинника. В том же году завоевал звание чемпиона СССР.
В конце 1920-х годов Романовский стал заниматься тренерской работой, среди его учеников — В. А. Алаторцев, В. А. Чеховер, Г. И. Равинский и другие. Одновременно с этим служил консультантом в различных банках Ленинграда.
Пережил первую блокадную зиму. В течение января 1942 г. умерли жена (?) и 4 дочери П. А. Романовского (Кира, Светлана, Рогнеда и Анна). Все они были похоронены на Серафимовском кладбище.
В марте 1942 года эвакуирован, но по пути из Ленинграда в Нальчик был высажен и помещен в больницу города Александрова. После выписки из больницы приехал к брату Александру в Иваново (брат Евгений умер в мае 1942 года в Ленинграде), где вскоре сыграл в первенстве города. В 1943 году Романовский перебрался в Москву.
После войны Романовский снова женился (жена — Елизавета Сергеевна). От этого брака родились сын Виктор (01.02.1945, кандидат в мастера спорта) и дочь Вера (1946 г.р.).
В течение 10 лет, с 1947 по 1957 год, преподавал шахматы в МГУ.
Скончался 1 марта 1964 года в Москве после тяжелой болезни. Похоронен на 58-м участке Ваганьковского кладбища вместе с женой Елизаветой Сергеевной (1908—1979).

## Основные спортивные результаты
| Год       |                    | Турнир                                                               | +  | −  | = | Результат  | Место  |
| --------- | ------------------ | -------------------------------------------------------------------- | -- | -- | - | ---------- | ------ |
| 1908      | Санкт-Петербург    | Матч с А. А. Романовским                                             | 4  | 4  | 2 | 5 : 5      |        |
|           | Санкт-Петербург    | Осенний турнир Петербургского шахматного собрания                    | 5  | 4  | 2 | 6 из 11    | 4-6    |
| 1909      | Санкт-Петербург    | Весенний турнир Петербургского шахматного собрания                   | 8  | 3  | 2 | 9 из 13    | 3      |
|           | Санкт-Петербург    | Всероссийский турнир любителей памяти М. И. Чигорина                 | 6  | 8  | 2 | 7 из 16    | 10-11  |
| 1910      | Санкт-Петербург    | Матч с А. А. Романовским                                             | 6  | 6  | 1 | 6,5 : 6,5  |        |
| 1912      | Санкт-Петербург    | Турнир мастеров и I категории                                        | 4  | 1  | 4 | 6 из 9     | 3-4    |
|           |                    | Матч Москва — Санкт-Петербург (9-я доска, против Н. Павлова-Пьянова) | 1  | 0  | 0 | 1 из 1     |        |
|           |                    | Чемпионат Политехнического института                                 | 10 | 0  | 1 | 10½ из 11  | 1      |
| 1913      | Санкт-Петербург    | Турнир I категории                                                   | 5  | 1  | 3 | 6,5 из 9   | 2      |
| 1914      |                    | Чемпионат высших учебных заведений Петербурга                        |    |    |   |            | 1      |
|           |                    | групповой турнир                                                     | 5  | 0  | 4 | 7 из 9     | 1-2    |
|           |                    | финальный турнир                                                     | 3  | 0  | 2 | 4 из 5     | 1-2    |
|           |                    | дополнительный матч с С. Н. Фрейманом                                | 2  | 0  | 0 | 2 из 2     |        |
|           | Мангейм            | XIX Конгресс Германского шахматного союза (турнир Б)                 |    |    |   |            |        |
|           |                    | предварительный этап                                                 | 5  | 2  | 2 | 6 из 9     | 1      |
|           |                    | группа победителей                                                   | 4  | 2  | 2 | 6 из 8     | 2-3    |
|           | Баден-Баден        | 1-й турнир русских шахматистов-военнопленных                         | 3  | 4  | 5 | 5½ из 12   | 4-5    |
| 1914 / 15 | Триберг            | 2-й турнир русских шахматистов-военнопленных                         | 4  | 3  | 3 | 5½ из 10   | 3      |
| 1915      | Триберг            | 3-й турнир русских шахматистов-военнопленных                         | 0  | 3  | 2 | 1 из 5     | 5-6    |
| 1916      | Петроград          | Турнир I категории                                                   |    |    |   | 4 из 6     | [ 8 ]  |
| 1918      | Петроград          | Турнир I категории                                                   | 5  | 0  | 1 | 5,5 из 6   | 1-2    |
| 1919      | Петроград          | Турнир четырех шахматистов (двухкруговой)                            | 5  | 0  | 1 | 5,5 из 6   | 1      |
|           | Петроград          | Матч с И. Л. Рабиновичем                                             | 1  | 5  | 1 | 1,5 : 5,5  |        |
| 1920      | Москва             | Турнир I категории                                                   |    |    |   |            | [ 9 ]  |
|           | Москва             | Матч с Н. Д. Григорьевым                                             | 4  | 1  | 0 | 4 : 1      | [ 10 ] |
|           | Москва             | Всероссийская шахматная олимпиада                                    | 10 | 3  | 2 | 11 из 15   | 2      |
| 1921      | Петроград          | Турнир шести шахматистов                                             |    |    |   | 3 из 5     | 2      |
| 1922      |                    | Чемпионат Петрограда                                                 | 5  | 3  | 3 | 6½ из 11   | 5-6    |
| 1922 / 23 | Петроград          | Зимний турнир мастеров и I категории                                 |    |    |   | 9,5 из 12  | 2-3    |
| 1923      | Петроград          | Матч с С. Б. Готгильфом                                              | 5  | 1  | 0 | 5 : 1      |        |
|           | Петроград          | Турнир I категории                                                   | 7  | 0  | 0 | 7 из 7     | 1      |
|           |                    | 2-й чемпионат СССР                                                   | 9  | 1  | 2 | 10 из 12   | 1      |
|           | Новгород           | Турнир мастеров и I категории                                        | 5  | 0  | 2 | 6 из 7     | 2      |
| 1924      | Ленинград          | Показательные партии с Эм. Ласкером                                  | 0  | 1  | 1 | 0,5 из 2   |        |
|           | Ленинград          | Чемпионат Ленинграда                                                 | 3  | 4  | 3 | 4½ из 10   | 3      |
|           | Ленинград          | Турнир четырех шахматистов (двухкруговой)                            |    |    |   | 3,5 из 6   | 1-2    |
|           | Москва             | 3-й чемпионат СССР                                                   |    |    |   | 12½ из 17  | 2      |
|           | Ленинград          | Матч с Е. Д. Боголюбовым                                             | 1  | 5  | 6 | 4 : 8      |        |
| 1925      | Ленинград          | Турнир 10-ти (Е. Д. Боголюбов и 9 ленинградских шахматистов)         | 6  | 1  | 2 | 7 из 9     | 1-2    |
|           | Ленинград          | Чемпионат Ленинграда                                                 | 8  | 2  | 1 | 8½ из 11   | 1-4    |
|           | Ленинград          | 4-й чемпионат СССР                                                   | 9  | 6  | 4 | 11 из 19   | 6-8    |
|           | Москва             | Международный турнир                                                 | 9  | 6  | 5 | 11½ из 20  | 7-8    |
| 1926      | Ленинград          | Турнир Петроградской стороны                                         | 7  | 0  | 1 | 7,5 из 8   | 1      |
| 1926 / 27 |                    | Чемпионат профсоюза совторгслужащих                                  | 12 | 0  | 3 | 13½ из 15  | 1      |
| 1927      | Ленинград          | Турнир шести шахматистов (двухкруговой)                              | 8  | 0  | 2 | 9 из 10    | 1      |
|           | Москва             | 5-й чемпионат СССР                                                   | 12 | 3  | 5 | 14½ из 20  | 1-2    |
|           | Ленинград          | Матч Ленинград — Москва (против Ф. И. Дуз-Хотимирского)              |    |    |   |            |        |
| 1928      | Ленинград          | Чемпионат Ленинграда                                                 | 6  | 2  | 7 | 9½ из 15   | 3-4    |
|           | Ленинград          | Чемпионат профсоюза совторгслужащих                                  | 10 | 2  | 1 | 10½ из 13  | 1      |
|           | Минск              | Чемпионат Белорусской ССР                                            | 6  | 5  | 2 | 7 из 13    | 6-7    |
| 1928 / 29 |                    | Чемпионат профсоюза рабпрос                                          | 9  | 2  | 3 | 10½ из 14  | 2-3    |
| 1929      | Ленинград          | Чемпионат Ленинграда (предварительная группа)                        | 5  | 1  | 3 | 6,5 из 9   | 1-2    |
|           |                    | (финальный турнир)                                                   | 4  | 2  | 1 | 4,5 из 7   | 2-3    |
|           | Москва             | Международный рабочий конгресс                                       | 7  | 1  | 1 | 7½ из 9    | 1-2    |
| 1930      | Ленинград          | Турнир ленинградских мастеров                                        | 2  | 2  | 4 | 4 из 8     | 4-6    |
|           |                    | Чемпионат профсоюза пищевиков                                        | 15 | 1  | 0 | 15 из 16   | 1      |
|           | Ленинград          | Матч Ленинград — Москва (против Н. М. Зубарева)                      | 0  | 1  | 1 | 0,5 из 2   |        |
| 1930 / 31 | Ленинград          | Турнир в Доме печати                                                 | 5  | 2  | 3 | 6,5 из 10  | 4      |
|           | Ленинград          | Чемпионат Ленинграда                                                 | 8  | 2  | 7 | 11½ из 17  | 2      |
| 1931      | Москва             | Полуфинал 7-го чемпионата СССР                                       | 4  | 0  | 5 | 6,5 из 9   | 1-2    |
| 1932 / 33 | Ленинград          | Турнир ленинградских мастеров в Доме ученых                          | 4  | 4  | 2 | 5 из 10    | 4-5    |
| 1933      | Москва             | Турнир четырех мастеров (двухкруговой)                               | 0  | 4  | 2 | 1 из 6     | 4      |
|           | Ленинград          | Турнир ленинградских мастеров                                        | 8  | 1  | 4 | 10 из 13   | 1-2    |
|           | Ленинград          | 8-й чемпионат СССР                                                   | 6  | 6  | 7 | 9½ из 19   | 10-11  |
| 1934      | Ленинград          | Турнир ленинградских мастеров                                        | 6  | 4  | 3 | 7,5 из 13  | 4-7    |
|           | Ленинград          | Турнир профсоюза рабпрос                                             | 11 | 3  | 0 | 11 из 14   | 1-2    |
|           | Ленинград          | Международный турнир (с участием М. Эйве и Г. Кмоха)                 | 4  | 1  | 6 | 7 из 11    | 2-3    |
|           | Москва             | Чемпионат профсоюза финансово-банковских работников                  | 4  | 1  | 2 | 5 из 7     | 2      |
| 1935      | Москва             | Международный турнир                                                 | 6  | 5  | 8 | 10 из 19   | 8-10   |
| 1937      | Москва             | Чемпионат профсоюза финансово-банковских работников                  | 9  | 1  | 1 | 9½ из 11   | 1-2    |
| 1938      | Ленинград          | Полуфинал 11-го чемпионата СССР                                      | 7  | 1  | 9 | 11,5 из 17 | 2      |
| 1939      | Ленинград — Москва | «Тренировочный» международный турнир                                 | 3  | 8  | 6 | 6 из 17    | 16     |
|           | Ленинград          | 11-й чемпионат СССР                                                  | 1  | 11 | 5 | 3½ из 17   | 18     |
| 1942      | Иваново            | Чемпионат Иванова                                                    | 10 | 0  | 0 | 10 из 10   | 1      |
| 1943      | Москва             | Турнир 25-летия РККА (двухкруговой)                                  | 7  | 6  | 3 | 8,5 из 16  | 4-6    |
| 1944      | Москва             | Полуфинал 13-го чемпионата СССР                                      | 5  | 3  | 7 | 8,5 из 15  | 6-7    |
| 1945      | Москва             | Полуфинал 14-го чемпионата СССР                                      | 8  | 2  | 5 | 10,5 из 15 | 2-4    |
|           | Москва             | 14-й чемпионат СССР                                                  | 4  | 8  | 5 | 6½ из 17   | 15     |
|           | Москва             | Командное первенство Москвы                                          |    |    |   |            |        |
|           | Москва             | Командное первенство ВЦСПС                                           |    |    |   |            |        |
| 1946      | Москва             | Чемпионат Московского совета ДСО «Большевик»                         | 8  | 0  | 1 | 8½ из 9    | 1      |
| 1948      | Москва             | Турнир памяти Н. Н. Рюмина                                           | 5  | 2  | 2 | 6 из 9     | 3      |
| 1950      | Москва             | Первенство МГУ                                                       |    |    |   | 10,5 из 15 | 2      |
| 1951      | Москва             | Тренировочный турнир                                                 |    |    |   |            |        |
| 1953      | Москва             | Командное первенство вузов Москвы                                    |    |    |   |            |        |

## Награды
- орден Трудового Красного Знамени (27.04.1957) — «за успехи, достигнутые в деле развития массового физкультурного движения в стране, повышения мастерства советских спортсменов, и успешное выступление на международных соревнованиях»

## Интересный факт

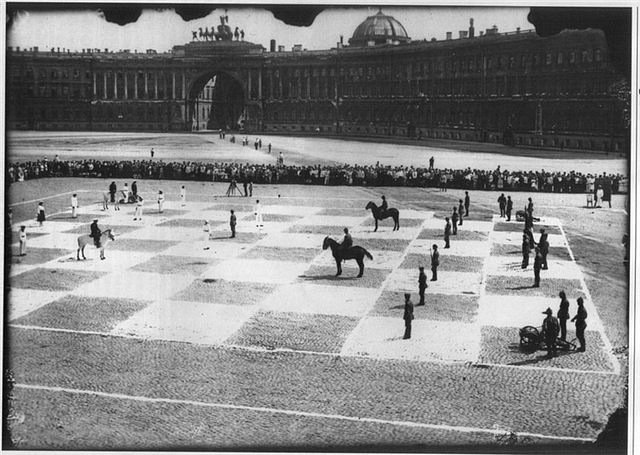
«Живые шахматы» на Дворцовой площади, 1924 год

- 20 июля 1924 года в Ленинграде на Дворцовой площади Илья Рабинович сыграл с Романовским в «живые шахматы». Белыми фигурами были бойцы Красной Армии, чёрными — ВМФ.

## Книги
- Матч Алехин — Капабланка на первенство мира. — Ленинград, 1928. — 131 с. (В соавторстве с Г. Я. Левенфишем)
- Миттельшпиль: Комбинация и план в шахматной партии: Практическое руководство. — Ленинград: Шахматный листок, 1929. — 222 с.
- Что каждый должен знать о дебюте. — Ленинград: Шахматный листок, 1929. — 128 с.
- Шахматные идеи на практике : Для повышения квалификации. — Москва-Ленинград: Физкультура и спорт, 1930. — 134, [2] с.
- Пути шахматного творчества. — Москва-Ленинград: Физкультура и туризм, 1933. — 232 с.
- Вопросы шахматной методики : Программы шахматных школ разного типа. — Москва-Ленинград: Физкультура и туризм, 1938. — 72 с.
- Избранные партии. — М.: Физкультура и спорт, 1954. — 228 с.
- Романтизм в шахматном искусстве. — М.: Физкультура и спорт, 1959. — 84 с.
- Миттельшпиль: План. — М.: Физкультура и спорт, 1960. — 263 с.
- Миттельшпиль: Комбинация. — М.: Физкультура и спорт, 1963. — 223 с.